# Car Kalojan
Car Kalojan (in bulgaro Цар Калоян?) è un comune bulgaro situato nella Regione di Razgrad di 8 539 abitanti (dati 2009). La sede comunale è nella località omonima

## Località
Il comune è formato dall'insieme delle seguenti località:
- Car Kalojan (sede comunale)
- Ezerče
- Kostandenec